# Шри Джаяварданапура Коте
Шри Джаяварданапура Коте (накратко Коте) е официална столица на азиатската държава Шри Ланка от 1982 г. . Разположена е в южното предградие на старата столица на страната Коломбо. Градът също е известен със сложното си за изговаряне име, което се състои от 22 букви.
Населението на града е 115 826 жители (2001), площта – 17 км².

## История
Коте е столица на синхалската държава в периода 1415 – 1565. След завземането на острова от португалците, столицата е пренесена в Коломбо.
На синхалски език Джаяварданапура означава „град на настъпващата победа“. Наименованието е дадено на града от неговия основател Алагаконара и не е свързано с името на доскорошния президент на страната Джуниус Джаявардене. Думата „Коте“ прозлиза от тамилското „котей“ – крепост. Исторически частта от града, ограничена от крепостния ров се наричала Етул Коте (вътрешен форт), а тази извън пределите му – Питакоте (външен форт).
През 1979 г., заедно с решението да се премести в Коте административната столица на страната, е възвърнато старото му име, като съществуващото е съхранено и градът бива наречен Шри Джаяварданапура Коте. В града са разположени парламентът (открит на 29 април 1982 г.) и върховният съд; резиденцията на президента остава в Коломбо. В града има и университет.